# Janet Napolitano
Janet Ann Napolitano (New York, 29 novembre 1957) è una politica statunitense, segretaria della Sicurezza Interna durante la presidenza Obama dal 2009 al 2013 e governatrice dell'Arizona dal 2003 al 2009.

## Biografia
Nata in una famiglia di origine italiana di San Marco in Lamis (FG), si laureò alla Santa Clara University per poi ottenere un master in giurisprudenza all'University of Virginia. Dopo aver completato il corso di studi cominciò la sua carriera politica all'interno del Partito Democratico.
Collaboratrice della docente universitaria Anita Hill nel 1991, nel 1993 Bill Clinton la nominò Attorney general del governo per l'Arizona mentre dal 1998 fu consigliere giuridico del governo statale. Nel 2002 si candidò come governatrice dello Stato e con il 46,2% sconfisse il candidato repubblicano Matt Salmon.
Napolitano è una donna molto popolare negli Stati Uniti d'America e nel febbraio del 2006 la rivista Time la inserì nella lista dei cinque migliori governatori americani. Scontata la sua rielezione, che avvenne nel 2006 con il 62,6% dei consensi.
Alle primarie presidenziali democratiche del 2008 ha appoggiato la candidatura di Barack Obama, e venne considerata una possibile candidata vicepresidente del senatore dell'Illinois. Si è vociferato su una sua candidatura al Senato contro l'uscente John McCain, senatore dell'Arizona, ma il neoeletto presidente l'ha scelta, il 1º dicembre 2008, come Segretario della Sicurezza Interna (Secretary of Homeland Security) nel suo futuro governo.
Il 20 gennaio 2009 ha assunto le piene funzioni di Segretario nell'amministrazione del presidente Obama, incarico che lascia nell'estate del 2013 per diventare presidente dell'Università della California.
Janet Napolitano è single, è appassionata di pallacanestro e gioca regolarmente a tennis. Ama fare trekking in montagna ed è stata sul Kilimanjaro e sulle montagne dell'Himalaya.